# Johann Michael Heusinger
Johann Michael Heusinger (* 25. August 1690 in Sundhausen; † 24. Februar 1751 in Eisenach) war ein deutscher Theologe, Pädagoge und Heimatforscher.

## Leben
Heusinger wurde 1690 als Sohn eines Pfarrers geboren. Er erhielt Hausunterricht und besuchte das Gymnasium illustre in Gotha. 1708 begann er, Theologie und Philologie an der Universität Halle zu studieren, und setzte das Studium 1709 an der Universität Jena fort. Nachdem er 1710 als Bibliothekar in Gotha tätig gewesen war, setzte er sein Studium 1711 in Halle fort. Eine Reise führte ihn 1715 nach Gießen, wo er beim damaligen Kanzler der Universität eine Anstellung als Hauslehrer erhielt. Daneben besuchte er Vorlesungen und war insbesondere am Wirken des Mathematikers Johann Georg Liebknecht interessiert. So erwarb er sich einen Ruf über Gießen hinaus, weshalb ihn 1716 Graf Friedrich Ernst Graf Solms zu Laubach als Privatlehrer für seine Söhne einstellte. Der Graf als Gönner Heusingers verschaffte ihm 1722 den Posten als Rektor am Gymnasium Laubach. 1730 wurde er Professor und Bibliothekar am Gymnasium illustre in Gotha und schließlich 1738 Rektor des Gymnasiums in Eisenach. Dieses Amt übte er bis zu seinem Tod 1751 aus.

## Leistungen
Heusinger verfasste insgesamt 51 Schriften, überwiegend in Latein. Auf der Grundlage von Handschriften des Theologen Johann Himmel und des Universalgelehrten Christian Franz Paullini verfasste er Schriften zur Thüringer Geschichte sowie zur Schul- und Stadtgeschichte Eisenachs. Er wies nach, dass Martin Luther nicht, wie bis dahin angenommen, von Franziskanern unterrichtet wurde, sondern die Eisenacher Georgenschule besucht hatte.
Der Biograph Friedrich August Töpfer brachte 1773 unter dem Titel J. M. Heusingeri Opuscula Minora varii argumenti einen ersten Teilband der gesammelten sonstigen Schriften Heusingers heraus. Die weiteren Bände erschienen jedoch nicht mehr.

## Werke (Auswahl)
- Vechneri Hellenolexias cum supplementis et annotationibus, Gotha 1733
- Phaedri fabulae, Jena 1740
- Cornelii Nepotis vitae, Eisenach 1747
- Novae editionis Ciceroniani operis de officiis specimen, Eisenach 1749; herausgegeben 1783 mit einem Vorwort von Conrad Heusinger